# Harriet Martineau
Harriet Martineau, född 12 juni 1802 i Norwich, Norfolk, död 27 juni 1876 i Ambleside, Cumbria, var en brittisk författare, syster till James Martineau. Hon bör också räknas som en av sociologins grundare. Liksom tänkare som Comte, Spencer och Marx tog hon på sig uppgiften att systematiskt och vetenskapligt studera samhället.

## Biografi
Martineau tillhörde en unitarisk, från hugenotterna härstammande, familj och fick en lärd uppfostran. Hon hänvisades till studier genom en alltmer tilltagande dövhet och till författarskap genom sin familjs inträffade obestånd. 
Hon publicerade först en uppbyggelsebok, därefter ett antal berättelser och uppsatser, i vilka hon tog ställning för arbetarna. Från denna tid förespråkade hon i sina flesta skrifter filantropiska samhällsreformer, i synnerhet på det ekonomiska området. Till en början ägnade hon sig åt den lika nya som svåra uppgiften att inskärpa nationalekonomins grundsanningar genom populära berättelser, i Illustrations of Political Economy (nio band, 1832–1834; andra upplagan 1859; "Statshushållningen, framställd i exempel", 1834–1836). Av samma art var Illustrations of Taxation och Poor-Law and Paupers (båda 1834). 
Kort därefter gjorde Martineau en längre resa i USA, vilket bland annat resulterade i boken Society in America (1837; "Samhällslifvet i Amerika", 1843–1844). Hennes från barndomen svaga hälsa var nu bruten, hon var sängliggande 1839–1844, men botades sedan fullständigt. Trots sin sjukdom författade hon de framstående romanerna Deerbrook (1839) och The Hour and the Man (1840; tredje upplagan 1873; en skildring av de svartas uppror på Haiti), barnberättelser samt skisserna Life in the Sick-Room (1844). Berättelserna Forest and Game Tales (tre band, 1845) rörde sig kring de forna jaktlagarnas förhatliga beskaffenhet. En resa, som hon företog till Levanten, resulterade i arbetet Eastern Life, Present and Past (tre band, 1848; ny upplaga 1875), i vilket hon bebådar sin frisägelse från all positiv religion. I Letters on the Laws of Man's Nature and Development (1851; en brevväxling mellan henne och en Mr. Atkinson) tog hon steget fullt ut till filosofisk ateism. Knappast mindre förtrytelse än denna bok väckte Positive Philosophy (1853; andra upplagan 1874), en framställning av Auguste Comtes läror. 
Ett av Martineaus främsta arbeten är History of England During the Thirty Years' Peace 1816–46 (två band, 1849–1850; ny upplaga, i fyra band, 1877–1878). Vidare märks Household Education (1849; fjärde upplagan 1864), där rationella uppfostringsgrundsatser utvecklas, British India (1851), Letters from Ireland (1852), England and her Soldiers (1859; förslag till en arméreform), Health, Husbandry and Handicraft (1861), förutom resehandböcker, vägledningar i hushållsvärv, artiklar i "Westminster Review" och i "Once a Week" samt Biographical Sketches (1869; fjärde upplagan 1876), som först infördes i "Daily News". Självbiografin Memorials of Harriet Martineau utgavs 1877 i tre band.